# Ludomir Bieńkowski
Ludomir Bieńkowski (ur. 13 lutego 1925 w Zagrodzie koło Krasnegostawu, zm. 25 maja 1987 w Lublinie) – historyk, specjalista w zakresie dziejów Kościołów wschodnich w Polsce.

## Życiorys
Absolwent prawa i nauk społeczno-ekonomicznych na KUL; doktorat 1950 – KUL, habilitacja 1972 – UW. Pracował na Wydziale Nauk Humanistycznych Katolickiego Uniwersytetu Lubelskiego od 1950 do śmierci. Szczególnie związany był z Instytutem Geografii Historycznej Kościoła w Polsce. W swoich badaniach koncentrował się na dziejach i przemianach Kościoła prawosławnego i unickiego w Rzeczypospolitej w okresie XV-XIX wieku. Autor ponad stu publikacji naukowych.
W styczniu 1976 roku podpisał list protestacyjny do Komisji Nadzwyczajnej Sejmu PRL przeciwko zmianom w Konstytucji Polskiej Rzeczypospolitej Ludowej.

## Wybrane publikacje
- Przemiany struktury agrarnej wsi od XVIII do połowy XX wieku, Lublin 1959.
- (red.) Uniwersalizm i swoistość kultury polskiej, t.1–2, Lublin 1989.
- (red.) Zakony męskie w Polsce w 1772 roku, Lublin 1972.
- (przekład) Christopher Dawson, Podział chrześcijaństwa na Zachodzie, Warszawa 1967.